# Manuele Mori
Manuele Mori (født 8. september 1980) er en italiensk tidligere professionel cykelrytter.